# Seabramyia
Seabramyia is een vliegengeslacht uit de familie van de roofvliegen (Asilidae).

## Soorten
- S. tijucana Carrera, 1958